# Hershel McGriff
Hershel Eldridge McGriff (* 14. Dezember 1927 in Bridal Veil, Oregon) ist ein US-amerikanischer Autorennfahrer. McGriff begann seine Karriere kurz nach dem Zweiten Weltkrieg und ist im Alter von 93 Jahren nach wie vor aktiv (Stand 2021).

## Karriere
McGriff bestritt 1945 im Alter von 17 Jahren seine ersten Rennen. 1950 feierte er mit nur 22 Jahren seinen größten Erfolg, als er das Carrera Panamericana gewann. Im selben Jahr gab er auch sein Debüt in der NASCAR-Grand National Series auf dem Darlington Raceway, in dem er Neunter wurde. Er war neben Champion Bill Rexford und dessen Teamkollegen Lloyd Moore damals einer der wenigen Fahrer außerhalb des Südens. Bill France senior hatte ihn persönlich überzeugt, in den Südosten zu ziehen.
1951 nahm McGriff, der Fahrer und Besitzer in einer Person war, was damals üblich war, an fünf Rennen teil und wurde Vierter in Darlington.
Zu Beginn der Saison 1954 gab McGriff sein eigenes Team aus finanziellen Gründen auf und fuhr stattdessen für das Team von Frank Christian (nach wie vor auf einem Oldsmobile 88). Dieses Jahr sollte sein erfolgreichstes werden, er nahm an 24 von 37 Saisonrennen teil, gewann vier davon und wurde Sechster der Gesamtwertung. Zudem nahm er auch an zwei Rennen der NASCAR West Series teil und gewann eines davon. Am Jahresende allerdings entschloss er sich allerdings, trotz eines Angebots von Carl Kiekhaefer, seine Karriere im Alter von nur 26 Jahren zu beenden. Er konzentrierte sich von nun an auf sein Geschäft in Sachen Holzhandel.
Erst 1965 fuhr McGriff wieder Rennen, diesmal in der NASCAR West Series. Er konnte auf Anhieb wieder Top-5-Platzierungen erzielen. Sein nächster Sieg folgte 1967 auf Dodge, später fuhr er auch auf Chevrolet und Plymouth. 1971 nahm er auch wieder an Rennen in der höchsten NASCAR-Division teil, die nun den Namen Winston Cup trug. Sein größter Erfolg in der Cup-Ära war der fünfte Platz beim Daytona 500 1973 auf einem Plymouth Duster, seine letzte Top-10-Platzierung bei einem Cup-Rennen erzielte McGriff 1984 beim Winston Western 500 auf einem Pontiac Grand Prix. Nun allerdings lag sein Augenmerk auf der West Series, womit er sich mehr auf seine Heimat konzentrieren konnte. Dort gewann er 1972 zwölf Rennen, verpasste den Titelgewinn jedoch gegen Ray Elder. Erst 1986 konnte er diesen Titelgewinn nachholen, inzwischen im Alter von 58 Jahren. 
Sein letztes NASCAR West-Rennen gewann McGriff auf 1989 auf dem Mesa Marin Raceway im Alter von 61 Jahren, womit er der älteste NASCAR-Rennsieger überhaupt ist. Seine letzte Top-5-Platzierung erzielte McGriff 2001 auf dem Tucson Speedway im Alter von 74 Jahren. 2002 trat er im Alter von 74 Jahren zurück und wurde in die NASCAR Hall of Fame aufgenommen.
Dennoch verkündete er, noch nicht wirklich aufgehört zu haben, denn er wolle den „jungen Kerlen“ zeigen, dass er immer noch fahren konnte. Und tatsächlich fuhr McGriff zwischen 2009 und 2012 sowie 2018 (im Alter von 90 Jahren) noch einige Rennen in der NASCAR West-Serie und bestreitet nach wie vor pro Jahr mindestens ein Stock-Car-Rennen, womit er als der älteste aktive Rennfahrer gilt. Auch sein Sohn Hershel junior (* 1956) und seine Enkelin Mariah sind als Rennfahrer aktiv. Sein ältester Sohn Doug (* 1946) war in den 1970ern ebenfalls im Motorsport aktiv gewesen, während Hershels jüngerer Bruder Norman (* 1933) 1957 an drei Grand National-Rennen teilnahm. Insgesamt hat McGriff fünf Kinder (einschließlich Doug und Hershel junior), sechs Enkel (einschließlich Mariah), acht Urenkel und sechs Ururenkel.

## Statistik

### Le-Mans-Ergebnisse
| Jahr | Team             | Fahrzeug         | Teamkollege  | Teamkollege  | Platzierung     | Ausfallgrund |
| ---- | ---------------- | ---------------- | ------------ | ------------ | --------------- | ------------ |
| 1976 | NASCAR – McGriff | Dodge Charger    | Doug McGriff |              | Ausfall         | Motorschaden |
| 1982 | Stratagraph Inc. | Chevrolet Camaro | Dick Brooks  | Tom Williams | nicht klassiert |              |